# 아벨 범주
호몰로지 대수학에서 아벨 범주(Abel範疇, 영어: Abelian category)는 아벨 군의 범주 또는 주어진 환에 대한 가군의 범주와 유사한 성질을 가진 범주이다. 아벨 범주에서는 호몰로지 대수학의 여러 개념들을 정의할 수 있다.

## 정의
범주 {\displaystyle {\mathcal {C}}}에 대하여, 다음 두 조건들은 서로 동치이며, 이를 만족하는 범주를 아벨 범주라 한다.
- {\displaystyle {\mathcal {C}}}는 국소적으로 작은 범주이며, 다음과 같은 구조들을 가진다.
  - 영 대상 {\displaystyle 0\in {\mathcal {C}}}이 존재한다.
  - {\displaystyle {\mathcal {C}}}의 임의의 유한 개의 원소 {\displaystyle A_{1},\dots ,A_{n}}에 대하여, 곱 {\displaystyle A_{1}\times A_{2}\times \cdots \times A_{n}}과 쌍대곱 {\displaystyle A_{1}\oplus A_{2}\oplus \cdots \oplus A_{n}}이 항상 존재한다.
  - 모든 단사 사상은 정규 단사 사상이며, 모든 전사 사상은 정규 전사 사상이다. 즉, 모든 단사 사상은 다른 사상의 핵이고, 모든 전사 사상은 다른 사상의 여핵이다.
- {\displaystyle {\mathcal {C}}}는 다음 성질들을 만족시킨다.
  - (준가법성) {\displaystyle {\mathcal {C}}}는 아벨 군의 범주 {\displaystyle \operatorname {Ab} } 위의 풍성한 범주이다. 즉, 모든 {\displaystyle A,B\in {\mathcal {C}}}에 대하여, {\displaystyle \hom(A,B)}는 아벨 군이며, 임의의 {\displaystyle A,B,C\in {\mathcal {C}}} 및 {\displaystyle h,k\colon A\to B}, {\displaystyle f,g\colon B\to C}에 대하여 {\displaystyle (f+g)(h+k)=fh+gh+fk+gk}이다.
  - (가법성) {\displaystyle {\mathcal {C}}}의 임의의 유한 개의 원소 {\displaystyle A_{1},\dots ,A_{n}}에 대하여, 곱 {\displaystyle A_{1}\times A_{2}\times \cdots \times A_{n}}과 쌍대곱 {\displaystyle A_{1}\coprod A_{2}\coprod \cdots \coprod A_{n}}이 항상 존재한다. (준가법성에 따라서, 유한 곱은 유한 쌍대곱과 같다.)
  - (준아벨성 영어: pre-Abelian) 모든 사상이 핵과 여핵을 가진다.
  - (아벨성) 모든 단사 사상은 정규 단사 사상이며 모든 전사 사상은 정규 전사 사상이다.

두 번째 정의에서, 처음 세 조건만을 만족시키는 범주를 준아벨 범주(영어: pre-Abelian category, 처음 두 조건만을 만족시키는 범주를 가법 범주, 처음 조건만을 만족시키는 범주를 준가법 범주라고 한다.

## 성질
아벨 범주의 개념은 자기 쌍대 개념이다. 즉, 아벨 범주의 반대 범주는 항상 아벨 범주이다. 아벨 범주는 정의에 따라 유한 완비 범주이자 유한 쌍대 완비 범주이지만, 완비 범주나 쌍대 완비 범주일 필요는 없다.
아벨 범주에서는 완전열과 분할 완전열, 완전 함자, 유도 함자 등의 개념을 정의할 수 있으며, 또한 4항 보조정리 · 5항 보조정리 · 뱀 보조정리 · 지그재그 보조정리 등이 성립한다.

### 사상의 분해
아벨 범주 속에서, 임의의 사상 {\displaystyle f\colon A\to B}은 어떤 단사 사상 {\displaystyle \iota }와 전사 사상 {\displaystyle \pi }의 합성
{\displaystyle f=\iota \circ \pi }
{\displaystyle \pi \colon A\twoheadrightarrow C}
{\displaystyle \iota \colon C\hookrightarrow B}
으로 나타낼 수 있다. 또한, 이러한 분해는 유일한 동형 아래 유일하다. 즉, 또다른 이와 같은 분해
{\displaystyle f=\iota \circ \pi =\iota '\circ \pi '}
{\displaystyle \pi \colon A\twoheadrightarrow C'}
{\displaystyle \iota \colon C'\hookrightarrow B}
가 주어졌을 때, 다음 그림을 가환하게 만드는 유일한 동형 사상 {\displaystyle i\colon C\to C'}이 존재한다.
{\displaystyle {\begin{matrix}A&{\xrightarrow {\pi }}&C&{\xrightarrow {\iota }}&B\\&{\scriptstyle \pi '}\searrow &\downarrow \scriptstyle \exists !i&\nearrow \scriptstyle \iota '\\&&C'\end{matrix}}}
이 경우, {\displaystyle \iota }를 {\displaystyle f}의 상(영어: image), {\displaystyle \pi }를 {\displaystyle f}의 여상(剩像, 영어: coimage)이라고 한다.

### 부분 대상
아벨 범주 속에서, 임의의 대상 {\displaystyle A}의 부분 대상들의 부분 순서 집합 {\displaystyle \operatorname {Sub} (A)}는 항상 유계 격자를 이루며, 또한 항상 모듈러 격자를 이룬다.

### 크기
임의의 아벨 범주 {\displaystyle {\mathcal {A}}}와 그 대상들의 집합 {\displaystyle S\subset \operatorname {ob} ({\mathcal {A}})}에 대해, 다음 조건을 만족시키는 충만한 부분 범주 {\displaystyle {\mathcal {A}}'}가 존재한다.
- 작은 아벨 범주이다.
- 포함 함자 {\displaystyle \iota _{{\mathcal {A}}',{\mathcal {A}}}\colon {\mathcal {A}}'\hookrightarrow {\mathcal {A}}}가 완전 함자이다.
- {\displaystyle S\subset \operatorname {ob} ({\mathcal {A}}')}

만일 {\displaystyle {\mathcal {A}}}가 단사 대상(사영 대상)을 충분히 가진다면 추가로 다음 조건을 만족하도록 {\displaystyle {\mathcal {A}}'}를 찾을 수 있다.
- 단사 대상(사영 대상)을 충분히 가진다.
- 포함 함자 {\displaystyle \iota _{{\mathcal {A}}',{\mathcal {A}}}\colon {\mathcal {A}}'\hookrightarrow {\mathcal {A}}}는 단사 대상(사영 대상)을 보존하며 반사한다.

### 미첼 매장 정리
미첼 매장 정리(영어: Mitchell embedding theorem)에 따르면, 임의의 작은 아벨 범주 {\displaystyle {\mathcal {A}}}에 대하여, 다음 조건들을 만족시키는 환 {\displaystyle R} 및 함자
{\displaystyle I\colon {\mathcal {A}}\to R{\text{-Mod}}}
가 존재한다.
- {\displaystyle I}는 충실충만한 함자이다.
- {\displaystyle I}는 완전 함자이다.

따라서, 임의의 (작은) 아벨 범주는 가군들의 범주로 생각할 수 있으며, 특히 원소나 부분 집합과 같은 집합론적·가군론적 개념을 증명 도중 사용할 수 있다. 위의 정리를 적용하면 작지 않은 아벨 범주에도 적용할 수 있다.

## 예

### 아벨 군
아벨 군들과 군 준동형들의 범주 {\displaystyle \operatorname {Ab} }는 아벨 범주의 가장 대표적인 예이며, 이는 그로텐디크 아벨 범주를 이룬다. 이는 아벨 범주의 공리들을 다음과 같이 만족시킨다.
- {\displaystyle \operatorname {Ab} }에서 영 대상은 자명군 {\displaystyle \{0\}}이다.
- {\displaystyle \operatorname {Ab} }'에서 이진 곱(직접곱)과 이진 쌍대곱(직합)은 일치한다. ({\displaystyle \operatorname {Ab} }에서 무한 직접곱과 무한 직합은 서로 다를 수 있다.)
- 모든 단사 사상이 정규 단사 사상임은 아벨 군의 모든 부분군이 정규 부분군임을 의미한다.
- 모든 전사 사상이 정규 전사 사상임은 다음과 같다. 임의의 전사 군 준동형 {\displaystyle \phi \colon G\to H}은 몫군 {\displaystyle H\cong G/(\ker \phi )}로 나타낼 수 있다. 즉, {\displaystyle \phi }는 {\displaystyle \ker \phi \hookrightarrow G}의 여핵이다.

또한, 아벨 군의 범주의 반대 범주 {\displaystyle \operatorname {Ab} ^{\operatorname {op} }} 역시 아벨 범주를 이룬다.
마찬가지로, 다음과 같은 범주들은 아벨 범주를 이룬다. (그러나 이는 그로텐디크 아벨 범주가 아니다.)
- 유한 생성 아벨 군들의 범주 {\displaystyle \operatorname {fgAb} }
- 유한 아벨 군들의 범주 {\displaystyle \operatorname {finAb} }

반면, 모든 군의 범주 {\displaystyle \operatorname {Grp} }의 경우 정규 부분군이 아닌 부분군이 존재하므로 아벨 범주를 이루지 않는다.

### 가군
보다 일반적으로, 1을 가진 환 {\displaystyle R}에 대한 왼쪽 가군들과 가군 준동형들의 범주 {\displaystyle _{R}\operatorname {Mod} } (또는 오른쪽 가군들의 범주 {\displaystyle \operatorname {Mod} _{R}\cong {}_{R^{\operatorname {op} }}\operatorname {Mod} })은 그로텐디크 아벨 범주를 이룬다. 아벨 군은 정수 {\displaystyle \mathbb {Z} }에 대한 가군이므로, 이는 아벨 군의 범주를 일반화한 것이다.
{\displaystyle R}가 왼쪽 뇌터 환이라고 하면, 그 위의 유한 생성 왼쪽 가군들의 범주 {\displaystyle _{R}\operatorname {fgMod} } 역시 아벨 범주이다.

### 층
{\displaystyle X}가 위상 공간이라고 하자. 그렇다면, 이 위에 아벨 군 값을 가진 층들의 범주 {\displaystyle \operatorname {Sh} _{X}^{\operatorname {Ab} }} 또한 그로텐디크 아벨 범주를 이룬다. 보다 일반적으로, 임의의 위치 위의, 아벨 군 값의 층의 범주는 그로텐디크 아벨 범주를 이룬다.
반면, 위상 공간 위에 존재하는 벡터 다발들의 범주는 아벨 범주가 아니다. 이는 핵이 아닌 단사 사상이 존재하기 때문이다.

### 가군층
{\displaystyle (X,{\mathcal {O}}_{X})}가 환 달린 공간이라고 하자. 그렇다면, {\displaystyle {\mathcal {O}}_{X}}-가군층들의 범주 {\displaystyle {\mathcal {O}}_{X}{\text{-Mod}}}는 그로텐디크 아벨 범주를 이룬다. {\displaystyle {\mathcal {O}}_{X}}-연접층들의 범주는 아벨 범주를 이루지만 쌍대 완비 범주가 아니다.
만약 {\displaystyle X}가 스킴이라면, 준연접층의 범주 {\displaystyle \operatorname {QCoh} (X)} 역시 그로텐디크 아벨 범주를 이룬다.

### 함자 범주
아벨 범주 {\displaystyle {\mathcal {A}}}와 작은 범주 {\displaystyle {\mathcal {C}}}가 주어졌다고 하자. 그렇다면, 함자 범주 {\displaystyle {\mathcal {A}}^{\mathcal {C}}=\hom _{\operatorname {Cat} }({\mathcal {C}},{\mathcal {A}})}는 아벨 범주를 이룬다.
아벨 범주 {\displaystyle {\mathcal {A}}}와 {\displaystyle \operatorname {Ab} }-풍성한 작은 범주 {\displaystyle {\mathcal {C}}}가 주어졌다고 하자. 그렇다면, {\displaystyle \operatorname {Ab} }-풍성한 함자들의 범주 {\displaystyle \hom _{\operatorname {Ab-Cat} }({\mathcal {C}},{\mathcal {A}})} 역시 아벨 범주를 이룬다.

## 역사
데이비드 북스바움은 이 개념을 1955년에 "완전 범주"(영어: exact category)라는 이름으로 도입하였다. (이 용어는 오늘날 다른 개념을 뜻한다.)
이후 1957년에 알렉산더 그로텐디크가 이를 "아벨 범주"(프랑스어: catégorie abélienne)라는 이름으로 독자적으로 재도입하였다. 그로텐디크는 이 논문에서 층 코호몰로지와 군 코호몰로지를 아벨 범주의 개념을 사용하여 일관되게 다루는 데 성공하였다. 이 논문은 도호쿠 대학 저널에 출판되었으므로 흔히 "도호쿠 논문"이라고 불린다. 곧 1960년에 피에르 가브리엘(프랑스어: Pierre Gabriel)은 박사 학위 논문에서 아벨 범주의 이론을 정리하였다.
이후 솔 루브킨(영어: Saul Lubkin)과 피터 존 프레이드(영어: Peter John Freyd)가 모든 아벨 범주는 어떤 가군 범주 속에 충실한 완전 함자로 매장될 수 있다는 것을 보였으며, 곧 배리 미첼(영어: Barry Mitchell)은 이 함자를 항상 충실충만한 함자로 잡을 수 있음을 보였다.

## 같이 보기
- 삼각 분할 범주